# Vugesta
Vugesta, également VUGESTAP, de l'allemand : Vermögens-Umzugsgut von der Gestapo signifiant en français : Avoirs transférés par la Gestapo, est une organisation nazie de pillage à Vienne qui, de 1940 à 1945, s'est emparée des biens de 5 000 à 6 000 viennois Juifs (en),. Elle a joué un rôle clé dans l'aryanisation des biens juifs, en redistribuant des biens privés volés à des Autrichiens juifs à des Autrichiens non juifs ou aryens pendant l'occupation des nazis en Autriche.

## Création
Le 22 août 1940, le ministre de la Justice du Reich émet un décret à l'intention du Reichsverkehrsgruppe Spedition und Lagerei (groupe de transport du Reich chargé de l'expédition et de l'entreposage). Les Juifs qui s'enfuient perdent leur citoyenneté et leurs biens sont saisis et revendus Le produit de la vente est versé aux compagnies maritimes, aux entrepôts et aux autorités fiscales régionales de Vienne et de Berlin.
La Gestapo de Vienne fondé la Vugesta pour vendre aux enchères les biens des Juifs à partir du 7 septembre 1940.
Karl Herber dirige la Vugesta, dont le siège se trouve au Reichsverkehrsgruppe Spedition und Lagerei / Ostmark, une collaboration entre les transitaires autrichiens, les entrepôts autrichiens et la Gestapo, la Vugesta emploie douze personnes.

## Gestapo, Vugesta et Dorotheum

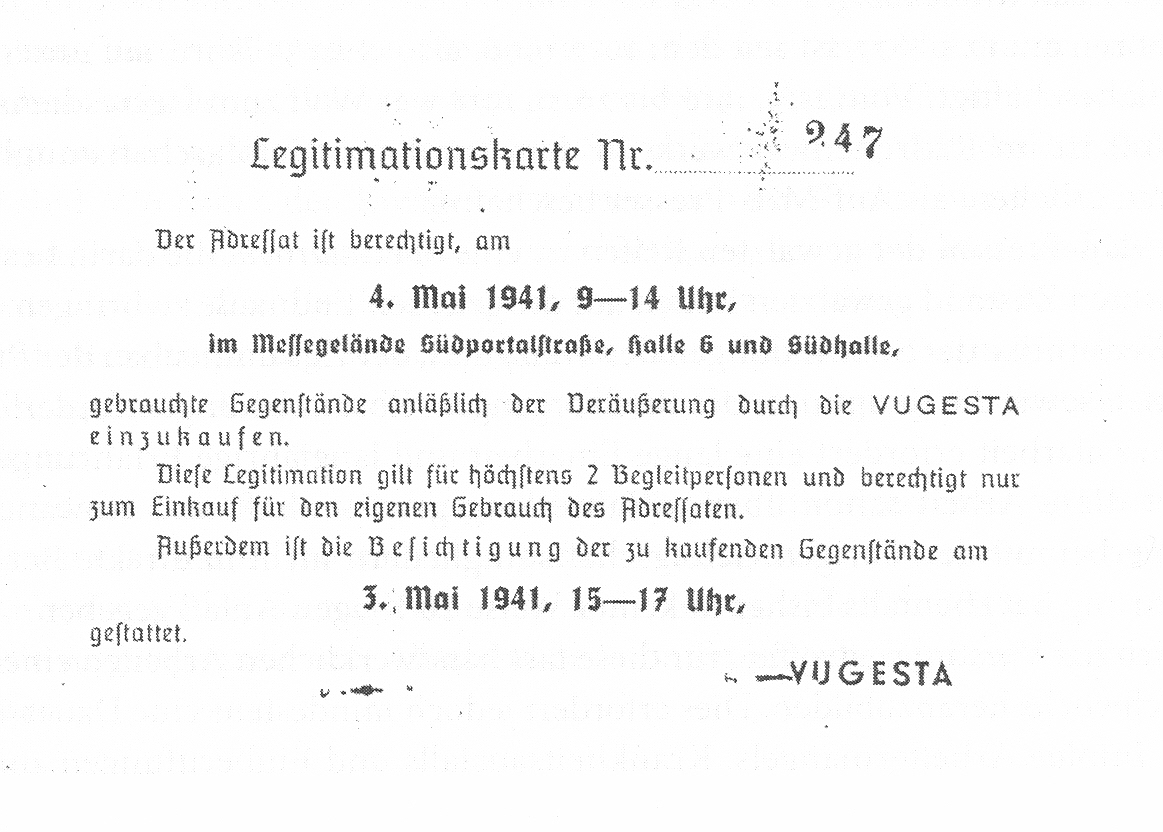
Carte de légitimation pour la vente aux enchères par la Vugesta (mai 1941).

Au cours des premières années, la Vugesta se concentre sur les biens volés aux Juifs qui fuient la terreur nazie ou sont déportés dans les camps. Les juifs sont obligés de remettre leurs biens à déménager emballés aux transitaires avant leur départ. Toutefois, après le début de la Seconde Guerre mondiale, ces enlèvements ne sont plus acheminées, mais ils restent chez les transitaires ou dans des gares intermédiaires.
Les transitaires sont également tenus de signaler les clients juifs. Dans ces cas, la Vugesta et la Gestapo confisquent les biens. Les biens spoliés sont vendus aux enchères par le Dorotheum, à Vienne.
Les membres du parti nazi, les soldats et les autorités locales peuvent acheter les biens pillés, de même que les invalides de guerre et les personnes ayant perdu leur maison. Le parti nazi contrôle les saisies et les ventes aux enchères.
À la fin de l'année 1943, la plupart des biens spoliés aux Juifs ont été revendus. La Vugesta se concentre ensuite sur la vente du mobilier des Juifs déportés. Pour ce faire, le centre de recyclage de meubles de la Krummbaumgasse (dirigé par Bernhard Witke et Anton Grimm) travaille en étroite collaboration avec l'Office central pour l'émigration juive initié par Adolf Eichmann. Les évaluateurs reçoivent les adresses et les clés des appartements, qui sont ensuite vidés par des travailleurs forcés.

## Objets de valeur et œuvres d'art
Toutes les œuvres d'art et tous les biens d'une valeur estimée à plus de 1 000 ℛ︁ℳ︁ sont vendus aux enchères par le Dorotheum, à moins que le Führer ne se les soit réservés. Hans Posse, le représentant spécial du musée du Führer de Linz, a le premier choix. Les musées ont un droit de préemption et achetent de nombreuses œuvres d'art pillées aux Juifs,. Ensuite, les évaluateurs de la Vugesta, tels que Bernhard Witke ou Anton Grimm, ont accès à ces œuvres. Ce n'est que lorsque les officiers nazis, les marchands d'art et autres favoris ne manifestent aucun intérêt que les biens sont vendus aux musées, aux marchands et aux particuliers dans le cadre de ventes aux enchères publiques.

## Volume d'activité
Les recettes de la Vugesta pour les années 1941 et 1944 sont estimées à 14 millions de ℛ︁ℳ︁, dont 10 millions de ℛ︁ℳ︁ proviennent de la maison de vente aux enchères Dorotheum.
Du début de l'automne 1940 à la fin de la guerre, la Vugesta a saisi et vendu les biens d'environ 5 000 à 6 000 Juifs et le mobilier d'au moins 10 000 familles juives qui ont fui ou ont été déportées, pour un montant de plus de cinq millions de Reichsmarks. En outre, la Vugesta a gagné dix millions de Reichsmarks supplémentaires en vendant des objets par l'intermédiaire de la maison de vente aux enchères Dorotheum. Le bénéfice de ces ventes a financé le Reich nazi.

## Blanchiment du pillage
Les transactions d'apparence légale de la prestigieuse Dorotheum ont servi à blanchir le pillage nazi des objets vendus. En 1997, Oliver Rathkolb a décrit ce mécanisme
Dans son étude sur le pillage par les nazis des collections d'art à Vienne, Sophie Lillie détaille le mécanisme par lequel le vol était déguisé en reprise de possession pour le remboursement d'une dette. The Art Newspaper résume ce processus dans une critique de son livre :

« Lorsqu'un Juif demandait à émigrer, en théorie, seuls 25 % de ses biens allaient à l'État. Un inventaire était présenté et la Zentralstelle für Denkmalschutz décidait quelles œuvres d'art étaient d'importance nationale et celles-ci étaient « sécurisées », c'est-à-dire confisquées. Il était toutefois rare que les œuvres restantes soient réunies avec leur propriétaire, qui avait généralement déjà fui vers une destination inconnue. Au lieu de cela, les marchandises étaient stockées dans des entrepôts appartenant aux nazis, qui les vendaient pour payer les « frais de stockage » que le propriétaire ne pouvait évidemment pas couvrir. L'émigration était souvent sanctionnée par la déchéance de la nationalité et, à ce stade, tous les biens tombaient dans l'escarcelle de l'État, qui les vendait comme « propriété d'un Juif » par l'intermédiaire de la maison de vente aux enchères de l'État, le Dorotheum, ou du concessionnaire de VUGESTA, la branche de la Gestapo chargée de l'évaluation des biens d'émigrés. »

## Exemples de pillages par la Vugesta
- La famille Kraus : « Lorsque le régime national-socialiste prive tous les Juifs vivant à l'étranger de leur citoyenneté allemande, la propriété de la famille Kraus est classée comme "propriété de l'ennemi".  De ce fait, elle est administrée par la "Verwertungsstelle für jüdisches Umzugsgut der Gestapo" (Agence de la Gestapo pour les biens juifs, ou Vugesta), qui vend les objets spoliés aux enchères dans la salle de vente Dorotheum ou les vend en les exposant à Vienne »[11].
- 144 acquisitions par les musées auprès de la Vugesta (le bureau de la Gestapo chargé de l'élimination des biens des émigrés juifs) et plus de 200 œuvres « aryanisées » acquises par Julius Fargel, restaurateur d'art des collections municipales et expert en peinture pour la Vugesta.
- Erich Wolfgang Korngold : « L'ANL a conclu, après enquête, que son fonds Korngold avait été confisqué et transféré à l'ANL par la Vugesta. Parmi ces documents se trouvaient 2 122 lettres adressées à Erich Wolfgang Korngold et à son père Julius, éminent critique musical viennois ; d'autres documents importants de la bibliothèque musicale de Korngold n'ont toujours pas été retrouvés »[12].
- Bruno Jellinek[13] : « Le propriétaire original du tableau, l'homme d'affaires tchèque Bruno Jellinek, a fui l'Autriche après l'"Anschluss" en 1938 ; sa collection d'art a été confisquée par les autorités nazies et vendue, en partie à des particuliers, en partie à des collections d'État. Le tableau d'Ostade a été confisqué par la VUGESTA (Organisme d'administration de la police secrète d'État pour l'expulsion de Juifs) et apporté à la maison de vente aux enchères Dorotheum ; cependant, il a été vendu au Musée d'histoire de l'art le 2 décembre 1941 pour 16 000 ℛ︁ℳ︁ avant sa vente aux enchères prévue »[14].
- Bernhard Altmann (en), Richard Beer-Hofmann, Hugo Blitz, Oscar Bondy (en), Caroline Czeczowiczka, Hans Engel, Ernst Egger, Josef Freund, Elsa Gall, Robert Gerngross, Daisy Hellmann (en), Bruno Jellinek, Siegfried Kantor, Gottlieb Kraus, Klara Mertens, Moriz et Stefan Kuffner (en), Stefan Mautner, Oskar Reichel (en), Louise Simon oder Siegfried Trebitsch[15].

## Restitution
Le 29 avril 1999, le conseil municipal de Vienne décide que les œuvres d'art acquises par des moyens douteux (vol, confiscation, expropriation) pendant l'ère nazie par les musées, bibliothèques, archives et collections de la ville doivent être restituées à leurs propriétaires d'origine ou à leurs ayants droit. Les achats de Vugesta entre 1940 et 1945 constituent l'une des trois catégories reconnues par le musée de Vienne comme des biens spoliés}.
Le musée de Vienne publie une liste d'œuvres d'art qu'il a achetées à la Vugesta et qui ont été pillées aux Juifs.